# Agora é sempre
Agora é sempre (ahora es siempre), es un disco del grupo musical gallego Los Tamara, grabado en 2002, a iniciativa del IGAEM (web en gallego).

## Temas
- Luna de Noche.
- A Galicia.
- Tiritando.
- Miña nai.
- El loco soñador.
- Airiños, airiños, aires.
- Emigrantes.
- Mi tierra Gallega.
- Camino de Sahara.
- G.A.L.I.C.I.A.
- I got you.
- Popurrí de Los Tamara.

## Músicos
- Enrique Paisal Rego: piano y teclados.
- Prudencio Romo: bajo.
- Antonio Vázquez "Tocho": saxos y clarinete.
- Antonio Cruz "Perillo": batería y percusión.
- Sito Sedes: voz.

Artículo traducido de la Galipedia.
- Datos: Q11481976